# Enterolobium contortisiliquum
Enterolobium contortisiliquum är en ärtväxtart som först beskrevs av Vell., och fick sitt nu gällande namn av Thomas Morong. Enterolobium contortisiliquum ingår i släktet Enterolobium och familjen ärtväxter. Inga underarter finns listade i Catalogue of Life.

## Bildgalleri

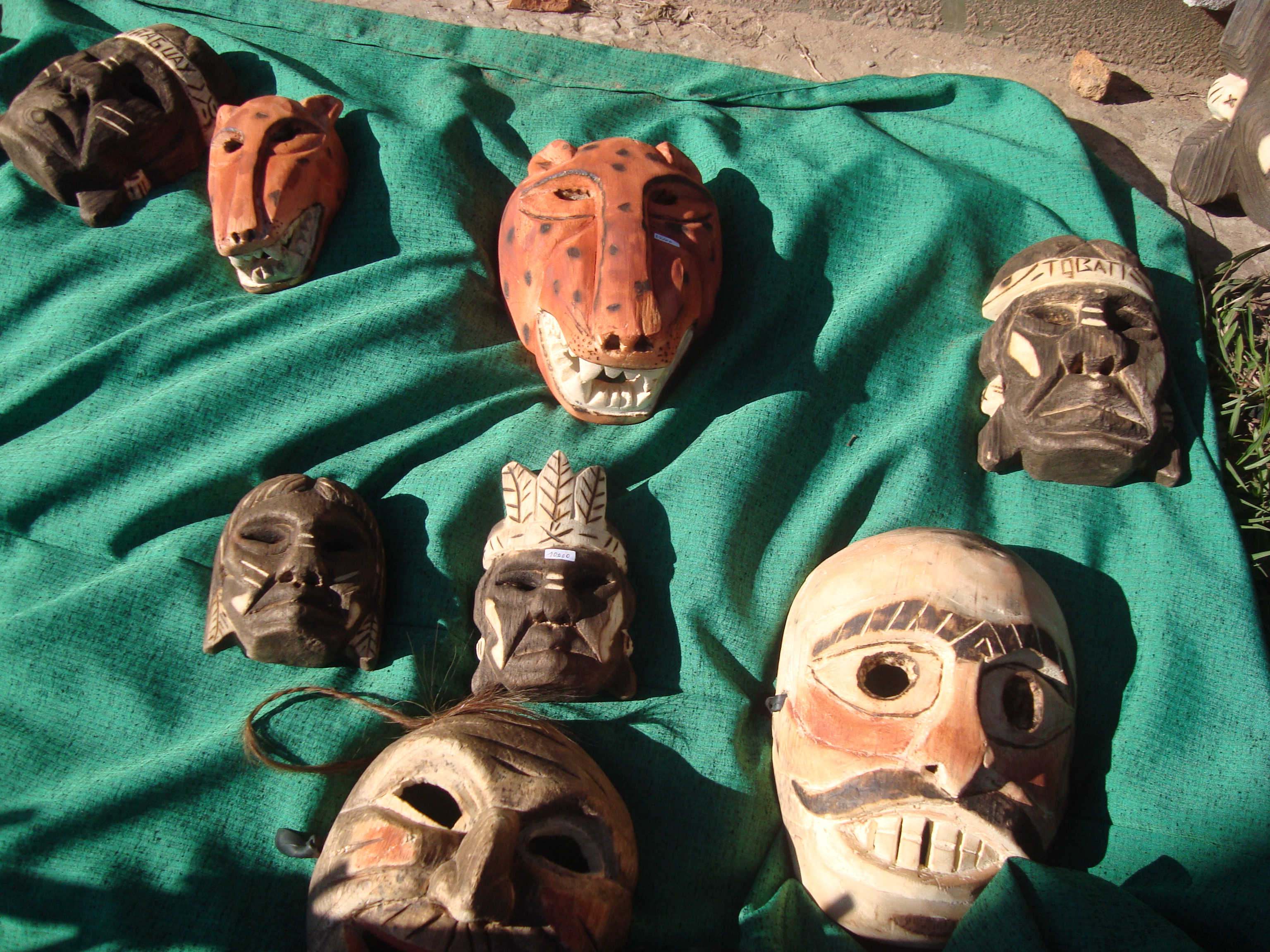